# Stenus sayi
Stenus sayi är en skalbaggsart som beskrevs av Thomas Casey. Stenus sayi ingår i släktet Stenus och familjen kortvingar. Inga underarter finns listade i Catalogue of Life.